# Heteromysis mariani
Heteromysis mariani är en kräftdjursart som beskrevs av Mihai Bacescu 1970. Heteromysis mariani ingår i släktet Heteromysis och familjen Mysidae. Inga underarter finns listade i Catalogue of Life.